# Antonio Frigerio
Pour les articles homonymes, voir Frigerio.
Antonio Frigerio, né le 16 avril 1940, à Cantù, en Italie et mort le 3 juin 2014, à Mariano Comense, en Italie, est un ancien joueur italien de basket-ball.

## Palmarès
- Champion d'Italie 1968